# Reta imprópria
Em geometria projetiva, a reta imprópria representa o conjunto de todas as direções de um plano, ou seja, é o conjunto de todos os seus pontos impróprios. É chamada também de reta ideal ou reta de fuga. A sua projeção no quadro de visão é conhecida como Linha do horizonte.
É notado por uma letra minúscula acompanhada do símbolo do infinito r∞.
O Teorema de Desargues é uma de suas demonstrações.